# Musée Eugène-Carrière
Le musée Eugène-Carrière est un musée d'art consacré au peintre français Eugène Carrière à Gournay-sur-Marne, sa ville natale en Seine-Saint-Denis.